# Eric Fok
Eric Fok (Macau português, 1990) é tido como um dos mais talentosos artistas plásticos da sua geração. Recorrendo ao uso de canetas técnicas, os seus traços meticulosos resultam na combinação entre antigos mapas e novas construções, misturando o tradicional e o moderno.

## Biografia
Nascido em 1990, em Macau ainda durante a Administração Portuguesa, Fok licenciou-se me Artes Visuais pelo Instituto Politécnico de Macau e fez o seu mestrado em Belas Artes na Universidade Nacional de Taiwan.
As suas obras são uma mistura única de tradição e modernidade. Utilizando uma caneta técnica e papel envelhecido com chá, integra mapas antigos com construções modernas e têm um aspeto e uma sensação distintamente antigos, enraizados nas histórias da sua região natal, Macau e Hong Kong, fundidos com temas coloniais do início da modernidade portuguesa e britânica.
Esteve envolvido em exposições em Itália, Taiwan, China continental, Hong Kong, Espanha, Portugal, Japão, entre outras. Tem também trabalhos expostos permanentemente na sede do Governo de Macau, no Instituto Cultural da RAEM, no museu e galeria da Universidade de Hong Kong, no Museu do Oriente (Portugal), na Fundação Oriente (Macau), num Starbucks e no MGM Cotai.
Em 2017, foi o autor da imagem oficial da 6.ª edição do Festival Literário de Macau – Rota das Letras.
Os trabalhos do artista foram selecionados para a “Exposição de Ilustração – Feira do Livro Infantil de Bolonha” (2013). No mesmo ano, foi vencedor do Prémio Fundação Oriente de Artes Plásticas, tendo recebido também o Prémio Soberano de Arte Asiática (2019). Foi ainda selecionado para a “Bienal Internacional de Arte de Macau (2021).
Desde 2024, e aproveitando a sua cidadania portuguesa, reside em Vendas Novas, em Portugal, esperando que o Alentejo possa "dar asas à sua arte".